# Rue de la Gare-de-Reuilly
La rue de la Gare-de-Reuilly est une voie située dans le 12e arrondissement de Paris. Elle relie deux grandes voies parallèles du 12e arrondissement : la rue de Picpus et la rue de Reuilly.

## Origine du nom
La rue tire son nom de l'ancienne gare de Reuilly, sur la ligne de Vincennes désaffectée, à laquelle elle conduisait.

## Historique
Ouverte en 1865 sous le nom de « cité de Reuilly », elle prit quelque temps plus tard sa dénomination actuelle avant d'être classée dans la voirie parisienne par arrêté du 12 décembre 1935.

## Bâtiments remarquables et lieux de mémoire
- Au no 53, ensemble scolaire privé catholique Saint-Michel de Picpus.
- Le bâtiment de la gare existe toujours actuellement et héberge des bureaux de la ville de Paris, mais son entrée est située sur la rue de Reuilly.